# Drilonius fedorenkoi
Drilonius fedorenkoi – gatunek chrząszcza z rodziny Omethidae i podrodziny Driloniinae.

## Taksonomia
Gatunek ten opisany został po raz pierwszy w 2014 roku przez Siergieja Kazancewa. Opisu dokonano na podstawie pojedynczego samca. Jako miejsce typowe wskazano okolice Long Lanh w Parku Narodowym Bidoup Núi Bà w prowincji Lâm Đồng. Epitet gatunkowy nadano na cześć Dimitrija Federenki, który odłowił holotyp.

## Morfologia
Chrząszcz o wydłużonym ciele długości 5,45 mm i szerokości 1,45 mm. Ubarwienie ma ciemnobrązowe do czarnego z czerwonymi szczytami pokryw i rudobrązowym owłosieniem. Głowa zaopatrzona jest w małe oczy złożone i blaszkowate czułki sięgające ku tyłowi do ⅔ długości pokryw. Przedplecze jest 1,8 raza szersze niż dłuższe, o przednim brzegu półkolistym, tylnym dwufalistym, a tylnych kątach ostrych. Tarczka jest wydłużona, o równoległych bokach i zaokrąglonym wierzchołku. Pokrywy są 3,1 raza dłuższe niż w barkach szerokie, po bokach wyraźnie wklęśnięte. Każda pokrywa ma cztery sięgające szczytu żeberka podłużne, pomiędzy którymi występują poprzecznie prostokątne komórki. Genitalia samca mają wydłużone i zakrzywione odsiebnie paramery, zaopatrzone w dwa szeregi pędzelków laterofizy oraz wyposażony w ostre ząbki i długie, wąskie wcięcie płat brzuszny.

## Rozprzestrzenienie
Owad orientalny, znany tylko z lokalizacji typowej w południowym Wietnamie. Spotykany na wysokości między 1400 a 1800 m n.p.m.